# Carolina Isakson de Barco
Carolina Isakson de Barco (nacida como Mary Caroline Isakson; York, Pensilvania, 6 de enero de 1930 — Bogotá, D.C., 24 de enero de 2012) fue una artista y filántropa colombo-estadounidense, que se desempeñó como primera dama de Colombia de 1986 a 1990 y anteriormente como primera dama de Bogotá de 1966 a 1969.
Casada con el trigésimoquinto presidente de Colombia, Virgilio Barco. Fue la tercera primera dama colombiana en haber nacido en el extranjero (luego de Cecilia de la Fuente de Lleras, nacida en España) y segunda con una profesión después de María Michelsen de López

## Biografía
Nacida en el seno de una familia estadounidense de origen sueco en la ciudad de York, Pensilvania su padre Carl Oscar Isakson, era ejecutivo de una empresa petrolera estadounidense su madre Mary Alice (de soltera Proctor) proveniente de Minesota. Sus padres se mudaron a Cúcuta, Norte de Santander en 1938 cuando tenía 7 años donde estudio junto con Edelmira Barco (hermana de su futuro esposo Virgilio)
A los 14 años se mudo a California para estudiar en la colegio Castilleja de Palo Alto, California y más tarde entraría a la Universidad de Stanford donde cursaría estudios Latinoamericanos y más tarde obtendría una maestría en lengua española en la Universidad de Boston.

### Relación con Virgilio Barco
Carolina conoceria a Virgilio por medio de la hermana de este Edelmira. Fue entonces como se conocieron se casaron el 1 de julio de 1950.  Fruto de este matrimonio, nacieron sus cuatro hijos; Carolina, Julia, Diana y Virgilio.
Durante la campaña presidencial de virgilio de 1986 Carolina Isakson de Barco acompañó a su esposo durante su gira nacional.

## Primera dama de Colombia (1986-1990)
El 7 de agosto de 1886, Carolina Isakson de Barco sucedió a Rosa Helena Álvarez como la primera dama de Colombia siendo, además, la primera cuya lengua nativa no es el español, la primera con ascendencia estadounidense y la tercera que nació en el extranjero tras la española Cecilia de la Fuente de Lleras, esposa del trigésimo presidente, Carlos Lleras Restrepo.
Carolina Isakson de Barco lideró la formación de los hogares de centros de atención de primera infancia bajo un novedoso esquema de cuidado con Madres Comunitarias. 

## Muerte
Tras la muerte de Virgilio Barco en 1996 de cáncer. Carolina se retiró de la vida publica y falleció el 24 de enero de 2012 en Bogotá, D.C., fue enterrada en el Cementerio Central de Bogotá.